# Koch-Reaktion
Die Koch-Reaktion oder auch Koch-Haaf-Carbonylierung ist eine Namensreaktion in der Organischen Chemie, die nach ihrem Entdecker, dem deutschen Chemiker  Herbert Koch (1904–1967), benannt wurde. 

## Übersichtsreaktion
Die Koch-Reaktion erlaubt eine atomökonomische Herstellung von tertiären, gesättigten Carbonsäuren („Koch-Säuren“) aus Alkenen – im Beispiel Isobuten – mit Kohlenmonoxid:

## Reaktionsmechanismus
Im ersten Schritt wird die Doppelbindung des Alkens 1 durch die Zugabe von Schwefelsäure protoniert, wodurch das formal positiv geladene, tertiäre Carbeniumion 2 entsteht. Das Kohlenstoffatom des Kohlenmonoxids ist formal negativ geladen, weshalb es das Carbeniumion angreifen kann. Durch das Knüpfen einer neuen C-C-Einfachbindung entsteht ein mesomeriestabilisiertes Acylium-Ion 3. Durch die Anlagerung von Wasser an 3 entsteht das Oxoniumion 4: 
Im letzten Schritt wird 4 deprotoniert, wodurch die Carbonsäure 5 entsteht.

## Praktische Bedeutung
Die zur Carboxygruppe α-ständigen Alkylverzweigungen führen zu einer starken sterischen Hinderung, die unter anderem eine starke thermische Stabilität und Schwerverseifbarkeit bewirkt. Darum sind Ester der „Koch-Säuren“ besonders stabil. Koch-Säuren an sich werden oft zu Harzen und Lacken weiterverarbeitet, während Metallsalze stark verzweigter Koch-Säuren als Trocknungsbeschleuniger eingesetzt werden können. Außerdem sind die Ausgangsstoffe (Alken, Kohlenmonoxid) günstig und leicht zugänglich, weshalb die Koch-Reaktion eine beträchtliche industrielle Bedeutung besitzt; die Jahresproduktion der Koch-Säuren betrug Im Jahr 2007 etwa 150.000 t.

## Alternative
Alternativ kann die Koch-Reaktion auch von einem tertiären Alkohol, wie tert-Butanol ausgehen: